# Erfgoed Brabant
Erfgoed Brabant is de onafhankelijke uitvoeringsorganisatie van de Nederlandse provincie Noord-Brabant voor erfgoed. 
De organisatie wil bijdragen aan het "verankeren van erfgoed als vaste en voedende waarde in de samenleving in met name Noord-Brabant". Ze probeert ze te bereiken door het bewustzijn over erfgoed te versterken, degenen die zich bezig houden met erfgoed te ondersteunen en verbindingen aan te brengen of te versterken tussen erfgoedinstanties. Daartoe brengt de organisatie boeken uit, verzorgt ze scholingen en organiseert ze conferenties.
Verwante organisaties in de provincie zijn onder meer: Stichting Monumentenhuis Brabant, Monumentenwacht Noord-Brabant en Brabants Heem. 

## Andere provinciale centra
Elke provincie heeft in principe een provinciale erfgoedinstelling, soms geïntegreerd met een   provinciaal steunpunt cultureel erfgoed.